# Nova Palmeira
Nova Palmeira, amtlich portugiesisch Município de Nova Palmeira, ist eine Kleinstadt im brasilianischen Bundesstaat Paraíba der Região Nordeste. Sie ist rund 250 km von der Hauptstadt João Pessoa entfernt. Laut Schätzung des IBGE zum 1. Juli 2019 betrug die Einwohnerzahl 4906 Personen, die Palmeirenser (port. palmeirenses oder nova-palmeirenses) genannt werden.

## Geschichte
Bereits um 1818 wurde das Gebiet in Besitz genommen und eine kleine Kapelle, die der Nossa Senhora da Guia gewidmet war, errichtet. Um 1880 entstand mit der Fazenda Jerimum der Kern der heutigen Stadt. Das Territorium war ab 20. Dezember 1961 ein Distrikt des Munizips Pedra Lavrada (Distrito de Nova Palmeira) geworden und wurde am 14. November 1963 ausgegliedert und zum selbständigen Munizip erhoben.
Seit 2017 bildet es mit neun weiteren Orten die geostatistische Região geográfica imediata Cuité-Nova Floresta.

## Klima
Nova Palmeira liegt in der von Desertifikation bedrohten Region des Seridó Oriental Paraibano, das Klima wird als Steppenklima bezeichnet und ist nach der Klimaklassifikation nach Köppen und Geiger BSh. Die Durchschnittstemperatur ist 23,5 °C. Die durchschnittliche Niederschlagsmenge liegt bei 419 mm im Jahr. Im Sommer fallen in Nova Palmeira deutlich weniger Niederschläge als im Winter.
Monatliche Durchschnittstemperaturen und -niederschläge für Nova Palmeira
|                   | Jan  | Feb  | Mär  | Apr  | Mai  | Jun  | Jul  | Aug | Sep | Okt  | Nov  | Dez  |   |      |
| Temperatur (°C)   | 24,7 | 24,5 | 24,2 | 23,7 | 23,1 | 22,1 | 21,7 | 22  | 23  | 23,8 | 24,4 | 24,7 | Ø | 23,5 |
| Niederschlag (mm) | 26   | 65   | 107  | 113  | 39   | 22   | 21   | 6   | 3   | 3    | 2    | 12   | Σ | 419  |

## Durchschnittseinkommen und Lebensstandard
Das Einkommen betrug 2016 den Faktor 1,7 des brasilianischen Mindestlohns (Salário mínimo) von R$ 880,00 (für 2016 rund 390 €). Der Index der menschlichen Entwicklung (HDI) ist mit 0,595 für 2010 als niedrig eingestuft.
Auswirkungen auf Beschäftigung und Wirtschaft hat das trockene Klima. So werden in Trockenzeiten vermehrt die in der Gegend vorkommenden Bodenschätze (Erze, Edel- und Halbedelsteine) abgebaut. Edelsteine finden sich auch im Wappen der Stadt, in der früher auch Baumwolle angebaut wurde.

## Verkehr
Nova Palmeira liegt an der Landesstraße PB-177, die nach Norden bis Picuí führt.

## Söhne und Töchter der Stadt
- Zila da Costa Mamede (1928–1985), Lyrikerin
- Fátima Bezerra (* 1955), Politikerin, Gouverneurin ab 2019 für Rio Grande do Norte